# Дел Монтe Форест (Калифорнија)
Дел Монте Форест (енгл. Del Monte Forest) насељено је место без административног статуса у америчкој савезној држави Калифорнија.

## Демографија
По попису из 2010. године број становника је 4.514, што је 17 (-0,4%) становника мање него 2000. године.
| Група             | 2000.         | 2010.         |
| Белци             | 4.063 (89,7%) | 3.806 (84,3%) |
| Афроамериканци    | 18 (0,4%)     | 43 (1,0%)     |
| Азијати           | 238 (5,3%)    | 388 (8,6%)    |
| Хиспаноамериканци | 106 (2,3%)    | 167 (3,7%)    |
| Укупно            | 4.531         | 4.514         |